# Рико, Микель
Микель Рико Морено (исп. Mikel Rico Moreno; 4 ноября 1984 года, Басаури) — испанский футболист, центральный полузащитник «Картахены».

## Карьера
Рико родился в Басаури, Бискайя, и большую часть своей игровой молодости провел в клубах низших лиг испанского футбола. Исключением стал сезон 2006/07, который он провел за «Полидепортиво» в Сегунде, — команда завершила тот сезон на 11-м месте. В эти годы Рико также отметился играми за «Басконию», «Конкенсе» и «Уэску».
Летом 2009 года Рико вернулся в «Уэску», вышедшую в Сегунду. 19 июня 2010 года он забил один из своих пяти голов сезона, принеся победу 1-0 в игре против «Сельты», чем спас команду от вылета.
31 августа 2010 года Рико перебрался клуб Сегунды «Гранада» за 600 тысяч евро. В первом сезоне он провел на поле 40 матчей и забил в них 2 гола (почти 3500 игровых минут), а его команда вернулась в Примеру после более чем трех десятилетий отсутствия в элите испанского футбола. Рико в том сезоне показал себя как яркий универсал, выходя на поле на нескольких различных позициях.
Рико дебютировал в Примере 27 августа 2011 года в 27 лет, отыграв все 90 минут в проигранном 0-1 домашнем матче против клуба «Реал Бетис». Свой первый гол в турнире он забил 31 октября, принеся на 90-й минуте победу 2-1 над «Севильей». В том сезоне Рико играл на позиции как центрального, так и опорного полузащитника.
В конце августа 2013 года Рико вернулся в родной «Атлетик Бильбао», подписав с ним трехлетний контракт. За басков он дебютировал 1 сентября, отыграв первый тайм проигранного 1-3 матча против «Реала Мадрид».

## Достижения
Атлетик Бильбао
- Суперкубок Испании: 2015